# Форт-де-Тет
Форт-де-Тет (фр. Fort des Têtes), также Форт-де-Труа-Тет (фр. Fort des Trois Têtes) — форт, расположенный вблизи города Бриансон, департамент Верхние Альпы, Франция. Построен согласно плану фортификации района, предложенному выдающимся военным инженером Себастьеном ле Претром де Вобаном в 1700 году. Строительство укреплений началось уже после смерти Вобана, в 1721 году, в 1734 году каменный форт, каким мы его видим и в настоящее время, был введен в строй.
До 1940 года форт непосредственно использовался Вооружёнными силами Франции, после Второй мировой войны форт армией активно не используется, однако продолжает оставаться в собственности Министерства обороны Франции. Так как сооружение является образцом развития фортифификационной мысли начала XVIII века, к тому же в основе его лежит план Себастьена Вобана, то в 2008 году Форт-де-Тет, в числе других укреплений Вобана (фр. Fortifications de Vauban) был признан объектом Всемирного наследия ЮНЕСКО.

## История
Названию форту дало Плато Трёх голов (фр. Plateau des Trois Têtes), названное так из-за трёх выступающих из него скал. Плато возвышалось над Бриансоном на 100 метров, и в случае занятия его противником город подвергался бы обстрелам и риску атак. Вобан обратил на это внимание и спланировал на плато строительство форта. Правда, из-за нехватки сил и средств в условиях Войны за испанское наследство строительство началось позже и велось по временной схеме. В 1709 году на месте, спланированном Вобаном и следуя его чертежам, военный инженер Реми Тардиф построил для войск маршала Франции Джеймса Фитцджеймса, герцога Бервика, укреплённый лагерь в виде выпуклого многоугольника из камней, сложенных сухой кладкой, окружённый рвом и траншеями.
Согласно завершившему Войну за испанское наследство Утрехтскому мирному договору 1713 года Бриансон стал пограничным с Королевством Сицилия городом. Встал вопрос о строительстве вокруг него постоянных укреплений. Строительство каменных сооружений Форта-де-Тет по планам и под руководством нового начальника укрепленного района, маршала Франции Клода-Франсуа Бидаля д’Асфельда начались в 1721-м и завершились в 1734 году.
Интересно, что за двести с лишним лет после завершения строительства Форту-де-Тет ни разу не довелось участвовать в боевых действиях, все эти годы он служил только казармой и складом вооружения и амуниции. Лишь в 1940 году, в ходе Франко-итальянской кампании Второй мировой войны, форт как важная часть укреплённого сектора Дофине получил «боевое крещение», будучи обстрелянным со стороны соседнего форта «Мон Шабертон» 149-мм снарядами. Огонь итальянских пушек был скоро подавлен французской тяжелой артиллерией, и форт остался в руках французской армии. Однако поскольку Франция потерпела поражение от Вермахта, то согласно ставшему результатом поражения и последующей капитуляции Франции Компьенского перемирия Бриансон и его укрепления попали в зону итальянской оккупации Франции. Больше Форт-де-Тет боевых действий не вел.
После Второй мировой войны форт продолжил выполнять складские функции для армии до начала 2000-х годов. В настоящее время он продолжает оставаться в собственности Министерства обороны Франции, хотя армией давно уже не используется. В 1989 году форт был классифицирован как Исторический памятник Франции, а в 2008 году был признан объектом Всемирного наследия ЮНЕСКО. В форте ведутся реставрационные работы, и специалисты отмечают хороший уровень сохранности зданий и сооружений на его территории.

## Описание
Форт имеет треугольную форму, на каждой вершине выстроено по бастиону, соединенных между собой куртинами. Общий периметр форта стен составляет свыше 600 метров. В форт ведут трое ворот, расположенных в каждой из куртин: Ворота Дюранс, через которые осуществлялась связь с Бриансоном по мосту Асфельда, переброшенному через реку Дюранс, Южные ворота и Королевские ворота, которые защищает малый форт, состоящий из двух бастионов и соединяющей их куртины в виде полумесяца. Внутри Форта-де-Тет построены казармы, способные вместить до 1200 человек, дом командующего фортом, арсеналы и пороховые погреба, а также часовня святого Людовика. Источника воды на плато не было, для снабжения гарнизона водой были построены две цистерны общей вместимостью 3500м3, к ним через Королевские ворота вел водопровод, шедший от источника на соседней горе Инфернет.

## Туризм
В настоящее время свободного доступа не территорию Форта-де-Тет нет, посещение его возможно только в рамках организованных экскурсий.